# Jean-Abel Lordon
Pour les articles homonymes, voir Lordon.
Jean-Abel Lordon, né le 24 juin 1801 à Paris, où il est mort le 7 octobre 1876, est un peintre français d'histoire, de genre et de portraits.

## Biographie
Jean-Abel Lordon est né le 24 juin 1801 à Paris. Il est l'élève de son père, Pierre-Jérôme Lordon, et de Gros et Lethière. Il expose au Salon entre 1827 et 1852. Au musée royal en 1827 il expose un tableau représentant Charles VIII à Toscanelle. Il expose au palais du Luxembourg en 1830 : L'attente. Jean-Abel Lordon réalise plusieurs tableaux de sainteté pour des chapelles particulières. Il s'occupe aussi de dessin de vignettes et donne des leçons particulières.  Il est l'auteur d'une huile sur toile représentant Sainte Cécile dans une église paroissiale à Corronsac. Au Salon de 1849, il expose : Femmes mauresques (Alger 1833).